# 에이브베리

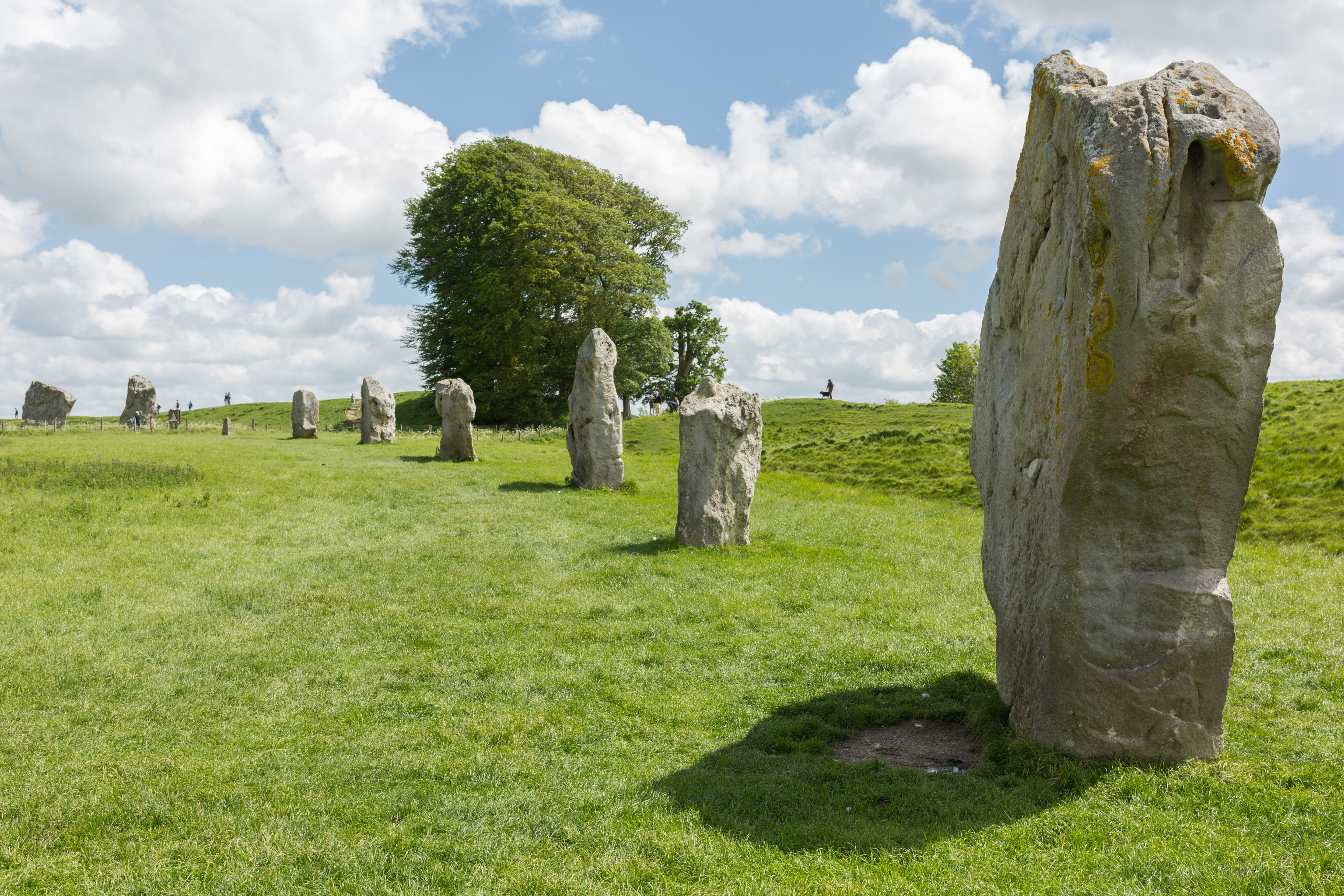

에이브베리(Avebury, /ˈeˈvbəri/)는 영국 남서부 윌트셔주의 에이브베리 마을 주변에 세 개의 환상열석이 포함된 신석기 시대의 헨지 기념물이다. 영국에서 가장 잘 알려진 선사 유적지 중 하나인 이곳에는 세계에서 가장 큰 거석기념물이 있다. 이곳은 관광 명소이자 현대 이교도들에게 종교적으로 중요한 장소이다.
기원전 3000년, 즉 신석기 시대에 수백 년에 걸쳐 건설된 이 기념물은 큰 외부 돌원과 중앙 내부에 위치한 두 개의 작은 돌원이 있는 큰 헨지(둑과 도랑)로 구성되어 있다. 원래 목적은 알려져 있지 않지만, 고고학자들은 그것이 어떤 형태의 의식이나 의식에 사용되었을 가능성이 가장 높다고 믿고 있다. 에이브베리 기념물은 웨스트 케넷 롱 배로우(West Kennet Long Barrow), 윈드밀 힐(Windmill Hill) 및 실베리 힐(Silbury Hill)을 포함하여 근처에 있는 여러 오래된 기념물을 포함하는 더 큰 선사 시대 풍경의 일부이다.

## 같이 보기
- 거석기념물